# ʿAbd Allāh al-Kalbī
Abd Allāh al-Kalbī, appelé Abd Allāh sixième émir de la dynastie Kalbite qui régna sur la Sicile de 985 à 989 .

## Biographie
Appartenant à la dynastie islamique chiite - ismaélienne des Kalbites de Sicile, il fut le successeur de son frère Giafar Ier.
Il n'existe pas beaucoup d'informations biographiques sur cet émir arabo-sicilien, on apprend seulement que durant son règne une pacification générale eut lieu tant du point de vue de la politique intérieure qu'entre chrétiens et musulmans. La pacification intérieure se traduit, en politique étrangère, par la reprise des hostilités navales contre l'Empire byzantin, la république de Venise et la république de Pise. On ne sait pas si son règne s'est terminé par sa mort ou par son abdication. Il fut remplacé en 989 par son fils Yūsuf ibn al-Kalbī, sous lequel l'émirat de Sicile atteignit pour la première fois l'apogée de sa puissance militaire et politique.